# Tamarin (JIT)
Tamarin ist eine freie Virtual Machine und ein JIT-Compiler. Er ist dafür vorgesehen, die vierte Version des ECMAScript-Standards zu implementieren, welcher als JavaScript 2 gehandhabt wird. Tamarin wurde von Adobe Inc. für seine ActionScript Virtual Machine (AVM) entwickelt. ActionScript 3 wurde 2006 mit Flash  9 eingeführt.
Der Quellcode für die Virtual Machine und den JIT-Compiler wurde am 7. November 2006 an das Mozilla-Projekt gespendet. Der eingebrachte Code ist dreifach unter den Lizenzen GPL, LGPL, und MPL lizenziert und sollte weiterhin im Mozilla CVS, als Rest des Mozilla-Quellcodes, entwickelt werden. Er besteht aus etwa 135.000 Zeilen, was ihn, neben Netscape selbst, zur größten einzelnen Spende von Quellcode an das Mozilla-Projekt macht.
Tamarin sollte ursprünglich ein Teil von Mozilla 2 (und damit Teil von Firefox 4) werden. Das „ActionMonkey“ genannte Projekt wurde 2008 zur Weiterentwicklung von SpiderMonkey eingestellt.

## Namensgebung
SpiderMonkey und Tamarin erfüllen beide nahestehende Ziele und wurden daher nach Affenarten benannt (dem spider monkey bzw. Tamarin).